# Верхний Редиу
Верхний Редиу (рум. Rediul de Sus, Редиул-де-Сус) — село в Фалештском районе Молдавии. Наряду с сёлами Старый Албинец, Новый Албинец и Нижний Редиу входит в состав коммуны Старый Албинец.

## География
Село расположено на высоте 90 метров над уровнем моря.

## Население
По данным переписи населения 2004 года, в селе Редиул-де-Сус проживает 114 человек (51 мужчина, 63 женщины).
Этнический состав села:
| Национальность | Число жителей | Процентный состав |
| -------------- | ------------- | ----------------- |
| молдаване      | 112           | 98.25             |
| прочие         | 2             | 1.75              |
| Всего          | 114           | 100 %             |